# Acanthocercus cyanogaster
Espèce
Synonymes
- Stellio cyanogaster Rüppell, 1835

Statut de conservation UICN

 LC  : Préoccupation mineure
Acanthocercus cyanogaster est une espèce de sauriens de la famille des Agamidae.

## Répartition
Cette espèce se rencontre en Érythrée, en Éthiopie, au Kenya et en Somalie.

## Description
C'est un agame terrestre.

## Publication originale
- Rüppell, 1835 : Neue Wirbelthiere zu der Fauna von Abyssinien gehörig, entdeckt und beschrieben. Amphibien. S. Schmerber, Frankfurt am Main.